# Tevin Farmer
Tevin Farmer (* 30. Juli 1990 in Philadelphia, Pennsylvania, USA) ist ein US-amerikanischer Profiboxer im Superfedergewicht und aktueller (Stand 9/2018) Weltmeister der Organisation International Boxing Federation (IBF).
Er steht bei Lou DiBella unter Vertrag und wird von Raul Rivas trainiert.

## Amateurkarriere
Farmer absolvierte bei den Amateuren insgesamt nur 16 Kämpfe, wovon er 12 gewann und 4 verlor.

## Profikarriere
Seine Karriere als Profi begann der Rechtsausleger im Jahr 2011. In jenem Jahr bestritt er 6 Kämpfe. Zwei verlor er, darunter seinen ersten gegen Oskar Santana durch technischen K.o. in Runde 4. Einer endete unentschieden, die anderen drei gewann er.
Im darauffolgenden Jahr schlug Farmer Tim Witherspoon junior, den Sohn des ehemaligen WBA- und WBC-Schwergewichtsweltmeisters Tim Witherspoon, musste jedoch auch gegen den ungeschlagenen polnischen Linksausleger Kamil Laszczyk eine weitere Niederlage einstecken. Er verlor über 8 Runden durch einstimmigen Beschluss.
Gegen den Australier Billy Dib trat Farmer am 3. August des Jahres 2018 um die vakante IBF-Weltmeisterschaft an und gewann hoch nach Punkten.